# 양안 경제협력 기조협의
양안 경제협력 기조협의(중국어 간체자: 两岸经济合作架构协议, 정체자: 兩岸經濟合作架構協議, 병음: Liǎng'àn Jīngjì Hézuò Jiàgòu Xiéyì, 영어: Economic Cooperation Framework Agreement, ECFA) 또는 함축용어인 차이완(Chiwan = China + Taiwan)은 중화인민공화국과 중화민국 간의 협정을 말한다. 중국 대륙의 China와 타이완의 Taiwan의 합성어인 차이완으로 흔히 대표된다. 양국 대표단은 2010년 6월 29일, 충칭에서 이 협정에 서명했다.

## 배경
국제화의 거센 물결과 자신을 제외한 주변국들간의 각종 FTA(오스트리아-중국 FTA, ASEAN-중국 FTA, 일본, 한국 등) 체결을 맞게 된 중화민국은 국제 경쟁력을 유지하려 노력하고 있으나, 중화민국의 현재 정치외교적 위치는 주변국들과의 FTA 체결을 방해하고 있다.
중화민국 정부는 본토의 중화인민공화국 정부와의 경제적 통합을 통해 이런 당면한 과제를 이루려고 하고 있다. 이 협정은 중국 공산당 정부가 특별자치구인 마카오와 홍콩과 맺은 경제 긴밀화 협정 모델을 준할 것으로 예측되고 있다.

## 문제점
타이완에서는 이 협의와 관련해 국내 산업에 대한 잠재적 영향 및 중화민국 정부의 대국민 홍보와 관련해 논란이 일고 있다.
야당인 민주진보당이나 타이완 공화국의 건립을 주장하는 단체들은 이 협의가 중국 본토로의 흡수 통일을 위한 수단에 불과하고 FTA와 동등한 수준의 권리를 보장하지 않아 자본 유출과 경영 및 기술 분야의 두뇌 유출을 가속화할 것이라고 주장하고 있다. 이 협의를 반대하는 사람들은 또 대륙의 화이트 칼라나 전문가들이 타이완에서 일함으로써 타이완 내부의 직업 시장을 흔들게 될 것을 염려하고 있다. 중화민국 외교부의 해외무역국은 전문직 시장은 이 협의의 주제에 포함되지 않을 것이라고 밝혔다.

## 같이 보기
- 타이팬(Taipan = Taiwan + Japan)